# Île Bathurst (Australie)
Pour les articles homonymes, voir Île Bathurst et Bathurst.
L'Île Bathurst est une île australienne de la mer de Timor située au nord de Darwin, dans le Territoire du Nord. Une distance de 58 km sépare la pointe sud-est de l'île de Gunn Point, sur la côte continentale. Bathurst fait partie des îles Tiwi tout comme l'île Melville dont elle est séparée par le détroit de Apsley, un passage large de 1 km à 5 km pour une longueur de 64 km.

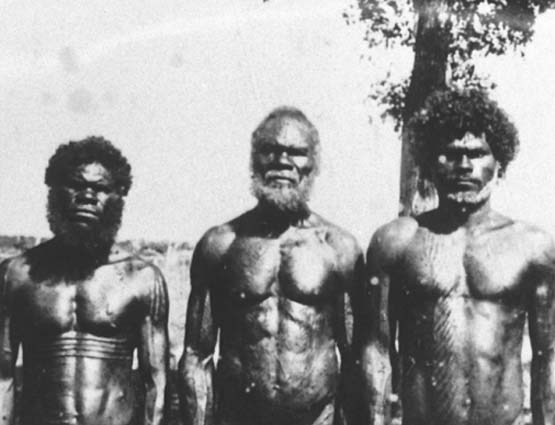
Aborigènes des îles Bathurst (1939)

A l'égal de sa voisine, l'île Bathurst est le berceau de la tribu aborigène Tiwi qui constitue toujours l'essentiel de sa population. L'île est devenue un lieu de tourisme mettant en valeur la culture Tiwi mais il faut un permis spécial pour s'y rendre.
L'Île Bathurst possède un aéroport (code AITA : BRT).

## Personnalités
- François-Xavier Gsell, missionnaire qui y vécut de nombreuses années
- Henri Bourdens, pilote, marin, relate dans un livre croisière cruelle, à la suite du naufrage de son bateau sur cette île inhospitalière, ses deux mois de lutte pour y survivre.